# Famille Soderini
Pour les articles homonymes, voir Soderini.
 (juillet 2024).
La famille Soderin (les Soderini) est une famille patricienne de Venise, originaire de Florence, où certains de ses membres furent appelés à la dignité de gonfalonier.

## Histoirique
Elle a toujours été active dans la vie de la cité, au point de s'opposer aux Médicis dans le premier quart du XVIe siècle.
Parmi les membres de cette famille, Nicolò Federico Soderin, actif dans le négoce quitta Florence pour Venise en 1465. Antonio Soderin, son neveu, imita son exemple en quittant Florence pour Chypre avec ses trois fils Nicolò, Federico et Francesco. La famille contribua à financer la République dans sa guerre contre Selim II. Les deux frères aînés perdirent la vie lors de la défense de Nicosie ; le troisième  fut réduite en esclavage par les Turcs victorieux. En considération des mérites de cette famille pendant la guerre de Candie, elle fut agrégée à la noblesse vénitienne en 1656.

## Personnalités
- Pier Soderini
- Francesco Soderini (1453-1524). Créé cardinal par Alexandre VI en 1503, on l'appelait « le cardinal de Volterra », par référence au nom de l'évêché qu'il occupait depuis 1478. Il fut  ambassadeur de Florence auprès de Charles VIII de France de 1495 à 1497.
- Giuliano Soderini (mort en 1544) son neveu, évêque de Volterra de Vicence et enfin de Saintes.

## Armes

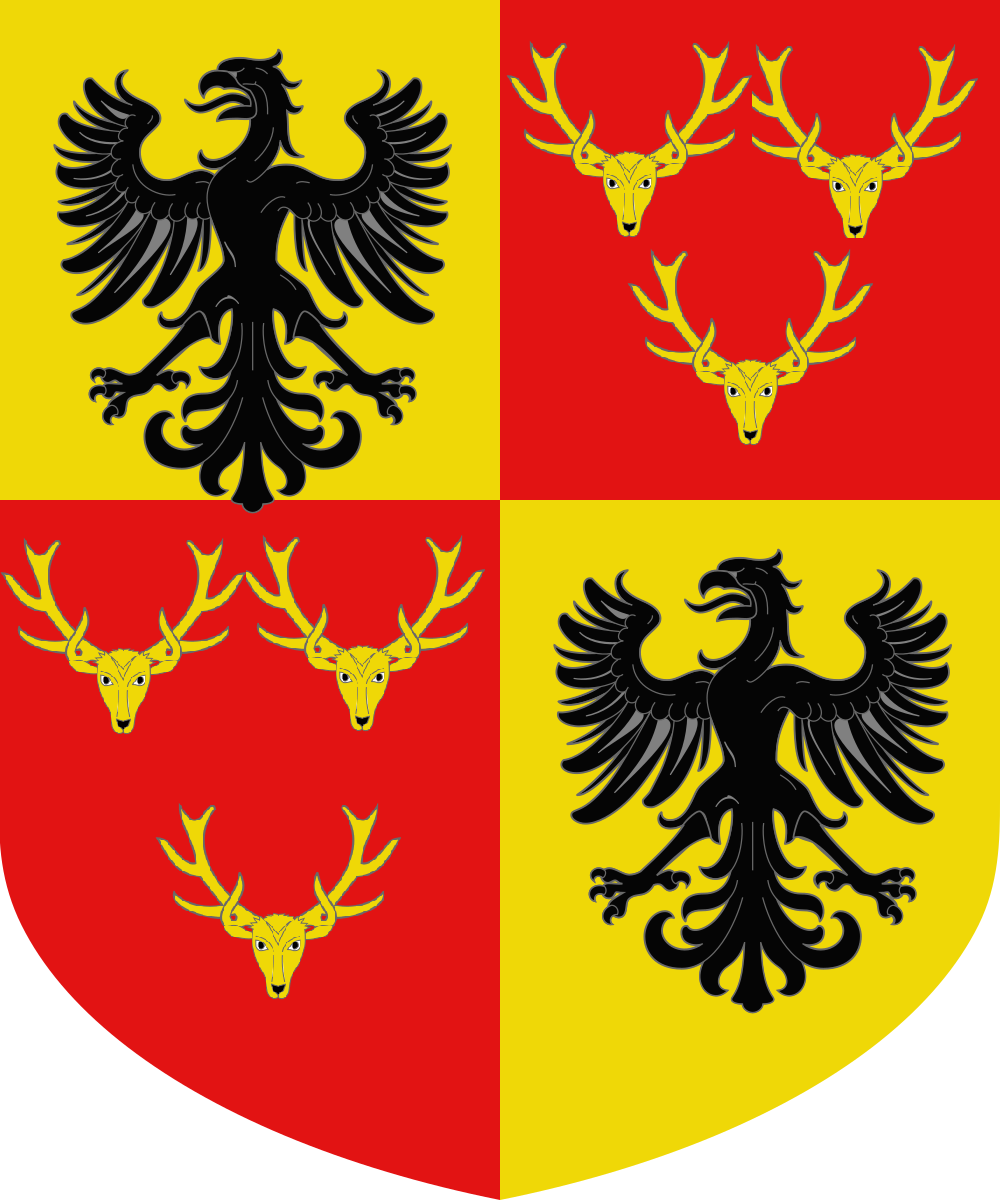
armes des Soderini (Venise)

Les armes des Soderini sont écartelées, au premier et dernier de l'Empire, savoir une Aigle de sable en champ d'or, au second et troisième de gueules à trois têtes ou rencontres de Cerf d'or armées de leurs bois.

## Demeures

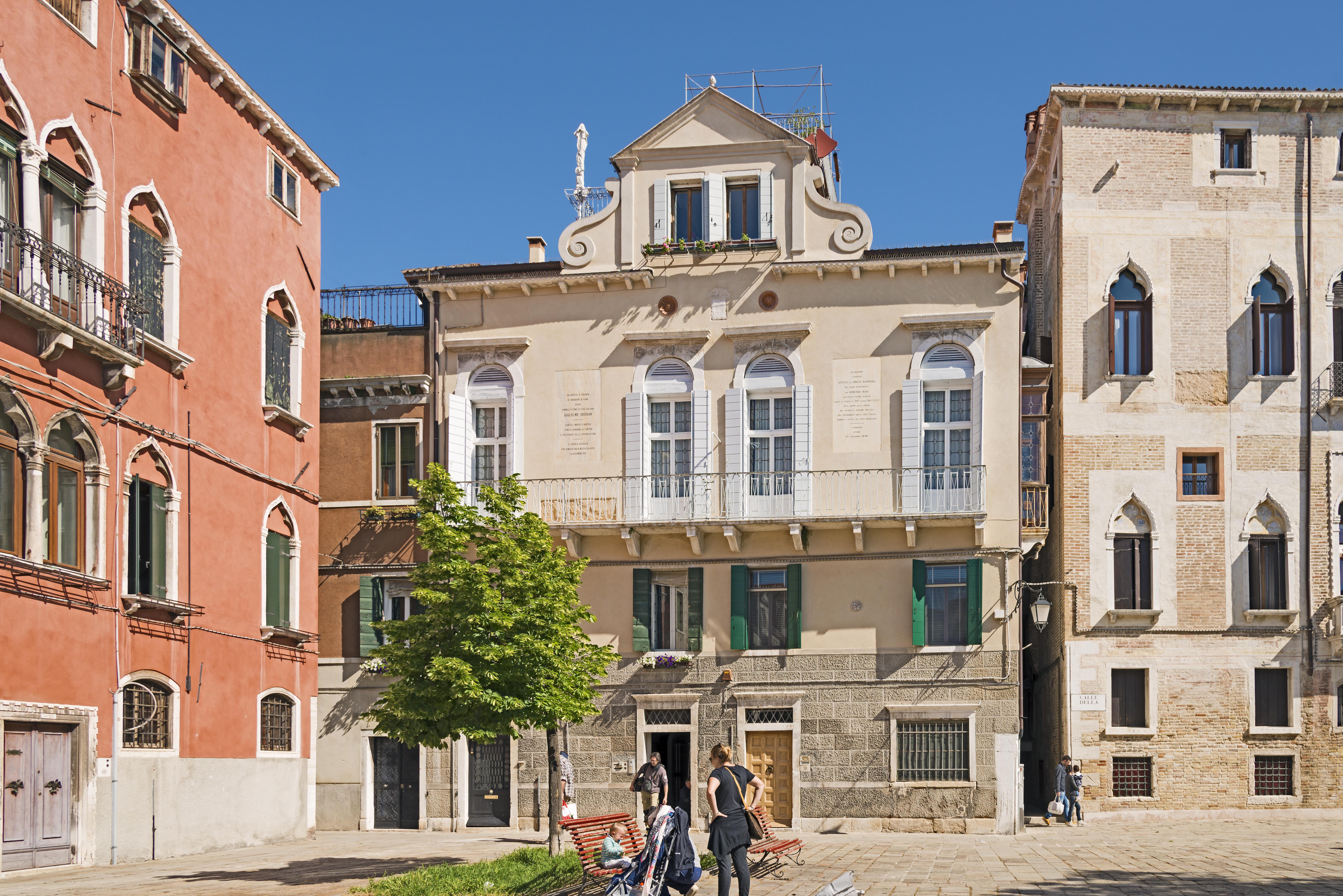
Palazzo Soderini à Venise

- Palais Soderini
- Palazzetto Soderini